# Jennison Heaton
Pour les articles homonymes, voir Heaton.
Jennison Heaton est un skeletoneur et bobeur américain né le 16 avril 1904 à New Haven (Connecticut), et mort le 6 août 1971 à Burlingame (Californie). En 1928, il devient le premier champion olympique de skeleton de l'histoire, en devançant son frère John.

## Palmarès

### Jeux olympiques d'hiver
- Jeux olympiques de 1928 à Saint-Moritz (Suisse)[1] :
  -  Médaille d'or en skeleton.
  -  Médaille d'argent en bobsleigh à cinq.